# Operacja Bojinka

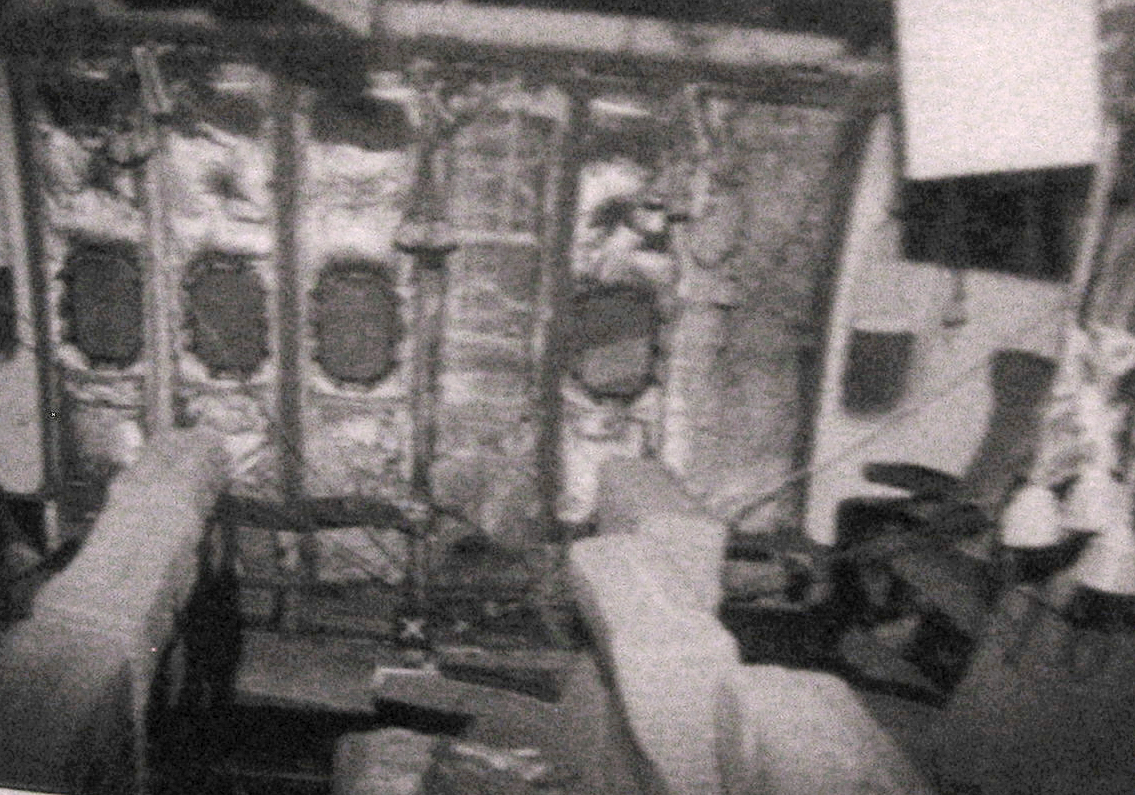
Następstwa śmiertelnego zamachu bombowego na lot 434 linii Philippine Airlines

Operacja Bojinka – plan niedoszłego ataku terrorystycznego zakrojonego na szeroką skalę, zaplanowanego przez Ramziego Yousefa i Chalida Szajcha Muhammada na styczeń 1995 roku. Spiskowcy planowali zamordować papieża Jana Pawła II oraz wysadzić w powietrze 11 samolotów pasażerskich lecących z Azji do Stanów Zjednoczonych w celu zabicia około 4000 pasażerów i wstrzymania podróży lotniczych na całym świecie. Oprócz tego mieli również zamiar uderzyć samolotem w siedzibę Centralnej Agencji Wywiadowczej w hrabstwie Fairfax w Wirginii.
Pomimo starannego planowania, plan ataku został przerwany 6–7 stycznia 1995 roku, po tym jak pożar chemiczny zwrócił uwagę filipińskiej policji. Yousef i Muhammad nie byli w stanie przeprowadzić żadnego z trzech ataków. Jedyna ofiara śmiertelna zginęła w wyniku wybuchu bomby testowej podłożonej przez Yousefa na pokładzie samolotu Philippine Airlines Flight 434. Bomba zraniła również 10 innych osób. Spiskowcy podłożyli również dwie inne bomby w centrum handlowym i teatrze na południu Filipin. Elementy planu Bojinka (w tym plan uderzenia samolotem w siedzibę CIA) zostały wykorzystane później w zamachach z 11 września 2001 roku.

## Terminologia i etymologia
Spisek znany jest jako Operacja Bojinka, Oplan Bojinka, Projekt Bojinka i Bojinga. Funkcjonariusze FBI opisali operację Bojinka jako „48 godzin terroru”.
Kilka mediów informacyjnych, w tym azjatycka wersja tygodnika „Time”, błędnie stwierdziło, że słowo Bojinka oznacza „głośny huk” lub „eksplozję” w języku serbsko-chorwackim. Przypis końcowy 7 rozdziału 5 Raportu Komisji 9/11 stwierdza, że według słów Muhammada Bojinka jest raczej nonsensownym słowem, które przyjął po usłyszeniu go na linii frontu w Afganistanie.

## Finansowanie operacji
Finansowanie operacji pochodziło od Usamy ibn Ladina i Riduana Isamuddina oraz od organizacji frontowych prowadzonych przez Mohammeda Jamal Khalify, szwagra Usamy.
Wali Khan Amin Shah był sponsorem spisku. Finansował operację piorąc pieniądze za pośrednictwem swojej dziewczyny i innych kobiet z Manili, z których kilka było hostessami w barach, a jedna była pracownicą KFC. Zostały one przekupione prezentami i wyjazdami wakacyjnymi, aby otworzyły konta bankowe w celu ukrycia funduszy.
Przelewy były niewielkie, o równowartości od 12 000 do 24 000 filipińskich peso (od 500 do 1000 dolarów amerykańskich) i były przekazywane każdej nocy w Wendy’s lub barze karaoke. Fundusze trafiały do Ramziego Yousefa, używającego pseudonimu Adam Sali. Pieniądze pochodziły z filipińskiego konta bankowego należącego do Jordańczyka Abu Katady, który pracował w islamskiej organizacji prowadzonej przez Mohammeda Jamala Khalifę.
Firma Konsojaya Trading Company również zapewniała pomoc finansową komórce z Manili, piorąc dla niej pieniądze. Konsojaya była firmą-przykrywką założoną przez szefa grupy Dżama’a Islamijja, Indonezyjczyka Riduana Isamuddina, znanego również jako Hambali. Wali Khan Amin Shah był członkiem zarządu firmy.

## Planowanie operacji

Ramzi Yousef

Gdy tylko Yousef przybył do Manili, wraz z innymi osobami tworzącymi komórki w Manili rozpoczął pracę nad produkcją bomb. Yousef pojawił się Singapurze z Shahem wcześniej, jesienią 1994 roku. Obaj otrzymali wizy filipińskie w Singapurze.

Filipiny, baza operacyjna dla Bojinki

Yousef opuścił Manilę na kilka dni, ale po powrocie spotkał się z wysłannikami islamistów. Poprosili go zaatakowanie prezydenta Stanów Zjednoczonych Billa Clintona, który miał przybyć na Filipiny 12 listopada 1994 roku w ramach pięciodniowej podróży po Azji. Yousef wymyślił kilka sposobów na zabicie prezydenta, w tym umieszczenie bomb na trasie przejazdu Clintona, wystrzelenie pocisku FIM-92 Stinger w Air Force One lub prezydencką limuzynę, wystrzelenie pocisków balistycznych na Manilę lub zabicie go za pomocą broni chemicznej z fosgenem. Porzucił ten pomysł, ponieważ zabicie prezydenta byłoby zbyt trudne. Włączył jednak swój plan zabicia papieża do operacji Bojinka.
W 1994 roku Yousef i Muhammad zaczeli testować zabezpieczenia lotnisk. Yousef zarezerwował lot między portem lotniczym Hongkong-Kai Tak, a portem lotniczym Tajpej-Taiwan Taoyuan. Muhammad zarezerwował lot między portem lotniczym Manila, a portem lotniczym Seul-Gimpo. Obaj już wcześniej przerobili 14 butelek płynu do soczewek kontaktowych na butelki zawierające nitroglicerynę, która była łatwo dostępna na Filipinach. Yousef przykleił do łuku stopy metalowy pręt, który miał posłużyć jako detonator. Obaj nosili biżuterię i ubrania z metalowymi elementami, aby zmylić ochronę lotniska. Aby poprzeć swoje twierdzenie, że spotykali się z kobietami, spakowali prezerwatywy do swoich toreb.
8 grudnia 1994 Yousef wprowadził się do apartamentów Doña Josefa pod pseudonimem „Najy Awaita Haddad” i podał się za Marokańczyka.
Yousef zarezerwował pokój 603 z wyprzedzeniem. Złożył depozyt w wysokości 80 000 peso i dołożył 40 000 peso z góry, zanim wjechał windą do pokoju.
Spiskowiec o imieniu Abdul Hakim Murad udał się do Manili z Yousefem i zatrzymał się w tym samym mieszkaniu.
Apartamenty znajdują się w dzielnicy Malate, 200 metrów od Nuncjatury Apostolskiej na Filipinach i 500 metrów od komisariatu policji. Jedno z okien pokoju 603 wychodzi na drogę, którą miała przejechać papieska pielgrzymka.
Ludzie byli podejrzliwi wobec mężczyzn w pokoju 603, którzy byli opisywani jako bardzo skryci. Według kierowniczki apartamentów: Odniosłam wrażenie, że są tutaj, aby się uczyć. Wyglądali jak studenci. Podwójnie zamykali drzwi, gdy byli w środku lub na zewnątrz. Nie poprosili pokojowego o posprzątanie pokoju. Mężczyźni mieli oparzenia chemiczne na rękach, przenosili pudełka i nigdy nie zatrudniali innych osób do ich przenoszenia. Skrzynie zawierały chemikalia zakupione od dostawców z Manili i Quezon City. Yousef używał ich do produkcji swoich bomb.
Muhammad podawał się za saudyjskiego lub katarskiego eksportera sklejki o imieniu „Abdul Majid”. Yousef i Muhammad zaczęli już planować operację Bojinka.
Według Abdula Hakima Murada, Yousef wpadł na pomysł rozbicia samolotu w siedzibie CIA od Murada podczas pobytu w apartamentach. Według Murada, Yousef odpowiedział: OK, pomyślimy o tym.

## Bomby testowe
Pierwszy test operacyjny bomby Yousefa miał miejsce w centrum handlowym w Cebu City. Bomba wybuchła kilka godzin po umieszczeniu jej w pomieszczeniu z generatorem. Spowodowało to niewielkie szkody, ale udowodniło Yousefowi, że jego bomba jest sprawna.
1 grudnia 1994 roku Ramzi umieścił bombę pod siedzenie w teatrze Greenbelt w Manili, aby sprawdzić, co by się stało, gdyby bomba wybuchła pod siedzeniem linii lotniczych. Bomba wybuchła raniąc kilka osób.
11 grudnia Yousef zbudował w toalecie samolotu kolejną bombę, która miała jedną dziesiątą mocy, jaką miały mieć jego ostatnie bomby. Zostawił ją w kamizelce ratunkowej pod swoim siedzeniem i wysiadł z samolotu, gdy ten dotarł do Cebu. Yousef wszedł na pokład pod przybranym nazwiskiem Armaldo Forlani, używając fałszywego włoskiego paszportu. Samolot leciał liniami Philippine Airlines lotem 434 na trasie z Manili do Narity, z międzylądowaniem w Cebu. Yousef ustawił zegar na cztery godziny po wyjściu z samolotu.
Bomba eksplodowała, gdy samolot znajdował się nad japońską wyspą Minamidaitōjima, częścią prefektury Okinawa, zabijając japońskiego biznesmena zajmującego miejsce na pokładzie; 10 innych pasażerów zostało rannych. Samolot przewoził łącznie 273 pasażerów. Wybuch wywarł dziurę w podłodze, a gwałtowna ekspansja kabiny przecięła kilka kabli sterujących w suficie, odcinając kontrolę nad prawą lotką samolotu, a także sterami kapitana i pierwszego oficera. Zazwyczaj fotel 26K, który Yousef wybrał do podłożenia bomby, byłby umieszczony bezpośrednio nad środkowym zbiornikiem paliwa, a detonacja bomby spowodowałaby paraliżującą eksplozję, ale w tym konkretnym kadłubie, byłym samolocie Scandinavian Airlines System, fotel znajdował się dwa rzędy do przodu od normalnego. Załoga zachowała kontrolę nad Boeing 747-200 i doprowadziła do awaryjnego lądowania na lotnisku Naha. Zadowolony z rezultatów ataku, Yousef zaplanował następnie, które loty zaatakować w drugiej fazie spisku.

## Faza I: Plan zamachu na papieża
Pierwszą fazą planu był zamach na papieża Jana Pawła II podczas jego wizyty na Filipinach w trakcie obchodów Światowych Dni Młodzieży 1995. 15 stycznia 1995 roku zamachowiec samobójca miał przebrać się za księdza, podczas gdy Jan Paweł II przejeżdżał w swojej karocy w drodze do seminarium w Makati. Zamachowiec planował zbliżyć się do papieża i zdetonować bombę. Planowane zabójstwo papieża miało odwrócić uwagę od kolejnej fazy operacji. Około 20 osób zostało przeszkolonych przez Yousefa do przeprowadzenia tej akcji przed styczniem 1995.

## Faza II: Zamachy bombowe na linie lotnicze
Szczegóły Fazy I zostały znalezione w dowodach odkrytych podczas śledztwa w sprawie pokoju 603 w Doña Josefa.
W kolejnej fazie brać udział miało co najmniej pięciu terrorystów, w tym Yousef, Shah, Murad i jeszcze dwóch nieznanych agentów. Począwszy od 21 stycznia 1995, a skończywszy na 22 stycznia 1995, umieściliby bomby w 11 samolotach pasażerskich lecących do Stanów Zjednoczonych, które miały międzylądowania w Azji Wschodniej i Południowo-Wschodniej. Wszystkie loty miały dwa etapy. Bomby byłyby umieszczane w kamizelkach ratunkowych pod siedzeniami na pierwszym odcinku, a następnie każdy zamachowiec by wysiadał. Następnie wsiadał na pokład jednego lub dwóch kolejnych samolotów i powtarzał operację. Gdy wszyscy zamachowcy podłożyliby bomby we wszystkich lotach, każdy z nich wsiadałby do samolotu lecącego do Lahaur w Pakistanie. Mężczyźni nie potrzebowali wiz amerykańskich, ponieważ podróżowali samolotami tylko na pierwszym odcinku w Azji.
Wybrano amerykańskie linie lotnicze zamiast azjatyckich, aby zmaksymalizować szok wśród Amerykanów. Osoby mające zaatakować loty będące celami zostały wymienione pod kryptonimami operacyjnymi: „Zyed”, „Majbos”, „Markoa”, „Mirgas” i „Obaid”. Obaid, który tak naprawdę był Abdulem Hakimem Muradem, miał podłożyć bombę na pokładzie lotu United Flight 80, a następnie wrócić do Singapuru innym lotem United, który również miał zbombardować.
Zyed, czyli prawdopodobnie Ramzi Yousef miał obrać za cel lot Northwest Flight 30, lot z United z Tajpej do Honolulu i lot United z Bangkoku do Tajpej, a następnie do San Francisco.
Eksplozje miały zostać zaplanowane przez operatorów przed opuszczeniem samolotu. Samoloty eksplodowałyby nad Oceanem Spokojnym i Morzem Południowochińskim niemal jednocześnie.Gdyby plan się powiódł, zginęłoby kilka tysięcy pasażerów, a podróże lotnicze prawdopodobnie zostałyby wstrzymane na całym świecie. Rząd USA oszacował, że gdyby plan został zrealizowany, liczba ofiar śmiertelnych wyniosłaby około 4000. Byłby to, pod względem liczby ofiar, najbardziej niszczycielski atak terrorystyczny.

### Bomby
Mikrobomby „Mark II” miały cyfrowe zegarki Casio jako minutniki, stabilizatory wyglądające jak kulki z waty i niewykrywalną ilość nitrogliceryny jako materiału wybuchowego. Inne składniki obejmowały glicerynę, azotan, kwas siarkowy i niewielkie stężenie nitrobenzenu, azydku srebra, i ciekłego acetonu. Dwie baterie 9 V w każdej bombie były używane jako źródło zasilania. Baterie były podłączane do żarników żarówek, które detonowały bombę. Murad i Yousef podłączyli prostownik sterowany krzemem jako przełącznik uruchomiający żarniki w celu zdetonowania bomby. Zewnętrzne gniazdo było ukryte, gdy przewody zostały wsunięte pod podstawę zegarka, tak jak nosiłby go zamachowiec. Zmiana była tak niewielka, że zegarek nadal mógł być noszony w normalny sposób.
Yousef ominął ochronę lotniska podczas próbnego zamachu bombowego na lot 434 z 11 grudnia, ukrywając baterie w wydrążonych obcasach swoich butów. Na pokład przemycił nitroglicerynę, umieszczając ją w małym pojemniku, rzekomo zawierającym płyn do czyszczenia soczewek kontaktowych.

### Wybrane lotniska

#### Azja
- Port lotniczy Hongkong-Kai Tak, Hongkong
- Port lotniczy Narita, Narita, Prefektura Chiba w Japonii
- Port lotniczy Manila, Pasay/Parañaque, Region Stołeczny (Filipiny)
- Port lotniczy Tajpej-Taiwan Taoyuan, powiat Taoyuan, obecnie miasto Taoyuan
- Port lotniczy Singapur-Changi
- Port lotniczy Seul-Gimpo, Gimpo w Korei Południowej
- Port lotniczy Bangkok-Don Muang

#### Stany Zjenodczone
- Port lotniczy Honolulu
- Port lotniczy Johna F. Kennedy’ego w Nowym Jorku
- Port lotniczy Los Angeles
- Port lotniczy Chicago-O’Hare
- Port lotniczy San Francisco

### Wybrane loty
- Dennis Piszkiewicz, autor książki Terrorism's War with America: A History, stwierdził, że „Zeyd” był prawdopodobnie kryptonimem Ramziego Yousefa, który miał zaatakować lot Nortwest Airlines Manila-Seul-Los Angeles, a następnie lot United Airlines Seul-Tajpej-Honolulu, a potem lot United Tajpej-Bangkok-San Francisco. „Zeyd” miał następnie uciec do Karaczi w Pakistanie po opuszczeniu pokładu samolotu w Bangkoku
- „Majbos” miał zaatakować lot United Airlines Tajpej – Tokio – Los Angeles, wysiadając w Tokio, a następnie udać się na lot United Tokio – Hongkong – Nowy Jork. Po wysiadce w Hongkongu miał uciec do Karaczi.
- „Maroka” miał zaatakować lot Northwest Airlines Manila – Tokio – Chicago, wysiadając w Tokio, a następnie udać się na lot Northwest-Tokio-Hongkong-Nowy Jork. Po wysiadce w Hongkongu miał uciec do Karaczi.
- „Mirqas” miał zaatakować lot United Airlines Manila – Seul – San Francisco, wysiadając w Seulu, a następnie udać się na lot Delta Air Lines Seul – Tajpej – Bangkok. Po wysiadce w Tajpej miał uciec do Karaczi.
- „Obaida” miał zaatakować lot United Singapur-Hongkong-Los Angeles oraz lot United Los Angeles – Hongkong – Singapur, który stałby się lotem Singapur – Hongkong – San Francisco. Po przybyciu do Singapuru, Obaida miał uciec do Pakistanu.

## Faza III: Atak na CIA
Abdul Hakim Murad po schwytaniu szczegółowo opisał fazę III podczas przesłuchania przez policję w Manili.
Faza III miała polegać na wynajęciu, kupnie lub porwania przez Murada małego samolotu, najlepiej modelu firmy Cessna. Samolot zostałby wypełniony materiałami wybuchowymi. Następnie rozbiłby go w siedzibie CIA w Langley w hrabstwie Fairfax w Wirginii. Murad został przeszkolony jako pilot w Karolinie Północnej i miał zostać pilotem-samobójcą.
Istniały alternatywne plany porwania dwunastego samolotu pasażerskiego i użycia go zamiast małego samolotu, prawdopodobnie z powodu rosnącej frustracji grupy związanej z materiałami wybuchowymi. Testowanie materiałów wybuchowych w domu lub mieszkaniu jest niebezpieczne i może łatwo zdradzić spisek terrorystyczny. Chalid Szajch Muhammad prawdopodobnie opracował alternatywny plan.
W raporcie z Filipin do Stanów Zjednoczonych z 20 stycznia 1995 roku stwierdzono: Osobnik myśli o tym, że wejdzie na pokład dowolnego amerykańskiego samolotu komercyjnego udając pasażera. Następnie porwie ten samolot, przejmie kontrolę nad jego kokpitem i zrzuci go na siedzibę CIA.
Inny rozważany spisek zakładał porwanie większej liczby samolotów. Prawdopodobnymi celami miały być World Trade Center, Pentagon, Kapitol Stanów Zjednoczonych, Biały Dom, Willis Tower, U.S. Bank Tower i Transamerica Pyramid. W swoim zeznaniu złożonym przed filipińskimi śledczymi, przed udaremnieniem operacji Bojinka, Abdul Hakim Murad powiedział, że ta część spisku została porzucona, ponieważ komórka w Manili nie była w stanie zwerbować wystarczającej liczby osób do przeprowadzenia innych porwań. Ten plan spisku ostatecznie stał się podstawą do ataków z 11 września.

## Wykrycie planu
Plan został powstrzymany po pożarze sześciopiętrowego apartamentowca Doña Josefa, wieczorem w piątek 6 stycznia 1995 roku. Pożar miał miejsce przed zaplanowaną na 12 stycznia wizytą papieża Jana Pawła II na Filipinach.
Według wstępnych relacji filipińskich władz, Abdul Hakim Murad, wywołał pożar chemikaliów w zlewie kuchennym w pokoju 603 na szóstym piętrze apartamentu, polewając substancję wodą. Pożar został zauważony około godziny 23:00 po tym, jak mieszkańcy skarżyli się na dziwny zapach. Edith Guerrera, właścicielka apartamentów, wezwała straż pożarną, ale pożar udało się ugasić bez pomocy. Major policji Francisco F. Bautista i jego załoga, w tym dowódca straży Aida D. Fariscal, postanowili zbadać sytuację i zobaczyli cztery gorące pływy w skrzyniach do pakowania, coś co wyglądało jak wata bawełniana nasączona beżowym roztworem oraz pętle różnokolorowych przewodów elektrycznych. Zadzwonił telefon, a policja zbiegła na dół, myśląc, że to pułapka. Fariscal była podejrzliwa wobec mężczyzn w pokoju 603 z powodu niedawnej fali zamachów bombowych (popełnionych przez Yousefa), które uderzyły w obszar metropolitarny Manili i lot Philippine Airlines Flight 434. Potrzebując nakazu przeszukania, wyszli i poprosili 11 sędziów, zanim znaleźli takiego, które wydałby nakaz.
W artykule „Los Angeles Times” z 2002 roku stwierdzono, że policja celowo podłożyła ogień, aby obudzić mężczyzn z ich mieszkania.
Po tym, jak policja odkryła dowody, aresztowała mężczyznę, który nazywał siebie „Ahmed Saeed”. „Saeed”, który później okazał się być Muradem, twierdził, że jest pilotem komercyjnym, który był w drodze do komisariatu, aby wyjaśnić, że wybuchły petardy. Murad początkowo próbował uciekać, ale został aresztowany po tym, jak potknął się o korzeń drzewa. Murad został przewieziony na komisariat taksówką z pomocą dwóch innych osób. Zaoferował policjantom 110 740 peso (2000 dolarów), jeśli zgodzą się go wypuścić, ale funkcjonariusze odmówili. Na komisariacie Murad podpisał oświadczenie, że jest niewinny i że był turystą odwiedzającym swojego przyjaciela w jego firmie zajmującej się importem i eksportem chemikaliów. Następnie mamrotał o "dwóch szatanach, którzy muszą zostać zniszczeni: papieżu i Ameryce".
Fariscal została później przedstawiona w miniserialu dokumentalnym The Path to 9/11 z 2006 roku, w którym amerykańskie agencje przypisały jej wiele zasług. Aktorka wcieliła się w jej postać w odcinku Katastrofy w przestworzach o nazwie Bomba na pokładzie (Bomb on Board). Wdowa po zabitym policjancie spędziła 17 lat jako gospodyni domowa zanim wstąpiła do policji w 1977 roku. Stała się dobrze znana w swoim kraju, który przyznał jej równowartość 33 222 peso (700 dolarów) i wycieczkę na Tajwan. CIA przyznała jej certyfikat z napisem w uznaniu osobistych wybitnych wysiłków i współpracy. Jej decyzja o zbadaniu pożaru była kluczem do przerwania spisku i zmusiła Yousefa do ucieczki.

## Dowody w pokoju 603
Kiedy funkcjonariusze wrócili 7 stycznia do apartamentu 603 o godzinie 2:30, znaleźli mapy ulic Manili z trasami papieskiej kondukty, różaniec, zdjęcia papieża, Biblię, krucyfiksy, papieskie wyznania i ubrania dla księża, w tym szaty i kołnierze. Ta kolekcja przedmiotów oraz wiadomość telefoniczna od krawca przypominająca mieszkańcowi, że "sutanna jest gotowa do przymierzenia", wraz z faktem zbliżającej się wizyty papieża, wystarczyły, aby major policji Bautista wywnioskował, że przerwano spisek zamachowy. Nakaz przeszukania został wydany do godziny 4;00 7 stycznia.
Znaleziono więcej chemikaliów, takich jak kwas siarkowy, kwas pikrynowy, kwas azotowy, gliceryna, aceton, chloran sodu, chlorek nitrobenzoli, amoniak, azotan srebra, metyloamina i ANFO. Znaleziono kilka kanistrów benzyny i dwie duże butelki po soku winogronowym zawierające nitroglicerynę. Znaleziono sprzęt taki jak termometry, cylindry miarowe, duże kociołki do gotowania, lejki, bezpieczniki, filtry, lutownice, zlewki, moździerze, tłuczki, różne elektroniczne systemy bezpiecznikowe, minutniki, przełączniki i wyłączniki. Podczas przeszukania odkryto również gotową zdalnie sterowaną mosiężną bombę rurową, a także inną bombę rurową, która miała zostać zapakowana. W mieszkaniu znajdował się również podręcznik do chemii i słownik chemiczny, magazyn Time z okładką na temat międzynarodowego terroryzmu, a także paragon z apteki i butelka płynu do soczewek kontaktowych. W szafce pod zlewem znaleziono gotową bombę zegarową i zegarki Casio.
Najbardziej rozstrzygającym znalezionym dowodem był napisany po arabsku podręcznik budowy bomby ciekłej.
W mieszkaniu znaleziono również stosy 12 fałszywych paszportów, w tym norweskich, afgańskich, saudyjskich i pakistańskich. Śledczy znaleźli wizytówkę Mohammeda Jamala Khalify; Saeed najwyraźniej posiadał pięć numerów telefonów od Khalify. Śledczy znaleźli również numery telefonów do Rose Masquery, dziewczyny Mohammeda.

### Komputer Yousefa
Projekt Yousefa został odkryty na czterech dyskietkach i laptopie Toshiba w jego mieszkaniu, dwa tygodnie przed wdrożeniem planu. Kilka zaszyfrowanych plików na dysku twardym zawierało harmonogramy lotów, obliczenia czasu detonacji i inne elementy. W pierwszym ciągu tekstu w jednym z plików napisane było: Wszyscy ludzie, którzy wspierają rząd USA, są naszymi celami w naszych przyszłych planach, a to dlatego, że wszyscy ci ludzie są odpowiedzialni za działania swojego rządu i wspierają politykę zagraniczną USA i są z niej zadowoleni. Uderzymy we wszystkie amerykańskie cele nuklearne. Jeśli rząd USA nadal będzie wspierał Izrael, będziemy nadal przeprowadzać operacje w Stanach Zjednoczonych i poza nimi, w tym... i na tym tekst się zakończył.
Plik o nazwie „Bojinka” zawiera listę 11 lotów między Azją, a Stanami Zjednoczonymi, które zostały zgrupowane pod pięcioma kryptonimami. Znaleziono ciągi znaków takie jak "SETTING: 9:30 pm to 10:30 pm TIMER: 23HR. BOJINKA: 20:30-21:30 NRT Date 5" (dla United flight 80) oraz "SETTING: 8:30-9:00. TIMER: 10HR. BOJINKA: 19:30-20:00 NRT Date 4" (dla Northwest Flight 30).
Laptop zawierał nazwiska kilkudziesięciu współpracowników, w tym zdjęcia kilku z nich oraz dane kontaktowe Mohammeda Jamala Khalify. Zawierały one zapisy informacji o pięciogwiazdkowych hotelach, transakcjach z londyńską korporacją handlową, właścicielem tagu mięsnego w Malezji i centrum islamskim w Tucson w Arizonie. Znaleziono również informacje na temat przepływu pieniędzy przez firmę bankową w Abu Zabi.
Na komputerze Yousefa znaleziono również wiadomość podpisaną „Chalid Shaikh + Bojinka”, która groziła atakiem na cele w odpowiedzi na finansową, polityczną i wojskową pomoc udzieloną państwu żydowskiemu na ziemi Palestyny przez rząd Stanów Zjednoczonych. W liście stwierdzono również, że zamachowcy twierdzili, że mają zdolność do wytwarzania i używania chemikaliów i trującego gazu... do użycia przeciwko ważnym instytucjom i ludności oraz źródłom wody pitnej.
W liście grożono również zamordowaniem Fidela Ramosa, ówczesnego prezydenta Filipin, a także atakiem na samoloty, jeśli Stany Zjednoczone nie spełnią żądań grupy. W liście stwierdzono, że grupa, która twierdziła, że jest za to odpowiedzialna, to "Piąta Dywizja Armii Wyzwolenia”.
Dowody znalezione w apartamencie wypełniły trzy policyjne furgonetki.

## Zeznania Murada
Jakiś czas po aresztowaniu Saeeda przez policję, zadzwonił on na telefon komórkowy Ramziego Yousefa.
Saeed okazał się być Abdulem Hakimem Muradem, który został wysłany do mieszkania w celu odzyskania komputera po pożarze. Murad został wysłany do Camp Crame, siedziby filipińskiej policji. Murad początkowo drwił ze śledczych. Przez 67 dni był poddawany „taktycznym przesłuchaniom” przez filipińskich śledczych.
Według dziennikarzy Maritesa Dañguilana Vituga i Glendy M. Glorii, autorów książki Under the Crescent Moon: Rebellion in Mindanao, agenci bili Murada krzesłem i drewnianą pałką, gdy nie mówił. Wciskali mu wodę do ust i zgniatali zapalone papierosy na jego genitaliach. Żebra Murada zostały całkowicie połamane. Agenci mieli być zaskoczeni, że przeżył. Według śledczego, w końcu przyznał się ze strachu przed Żydami po tym, jak agent podszywający się pod członka Mossadu powiedział mu, że został wysłany do Izraela.
Podczas przesłuchań Murad przyznał: To jest moja najlepsza rzecz. Lubię to i ponieważ Stany Zjednoczone są pierwszym krajem na świecie, który sprawia kłopoty nam, muzułmanom i naszym ludziom.
Mówił o bombach. Nikt nie pomyślałby, że to materiał wybuchowy, powiedział, odnosząc się do zegarków, które Ramzi Yousef planował umieścić w samolotach. Powiedział, że nitrogliceryna nawet jeśli zostanie poddana prześwietleniu rentgenowskiemu, nigdy, nikt nie będzie w stanie jej wykryć.
Murad wyznał, że chciał zostać męczennikiem. Przyznał się do chęci bycia porywaczem w ramach drugiej fazy swojego planu. Murad został poddany ekstradycji do Stanów Zjednoczonych 12 kwietnia 1995 roku. Jego zeznania pomogły skazać Yousefa.

## Schwytanie spiskowców

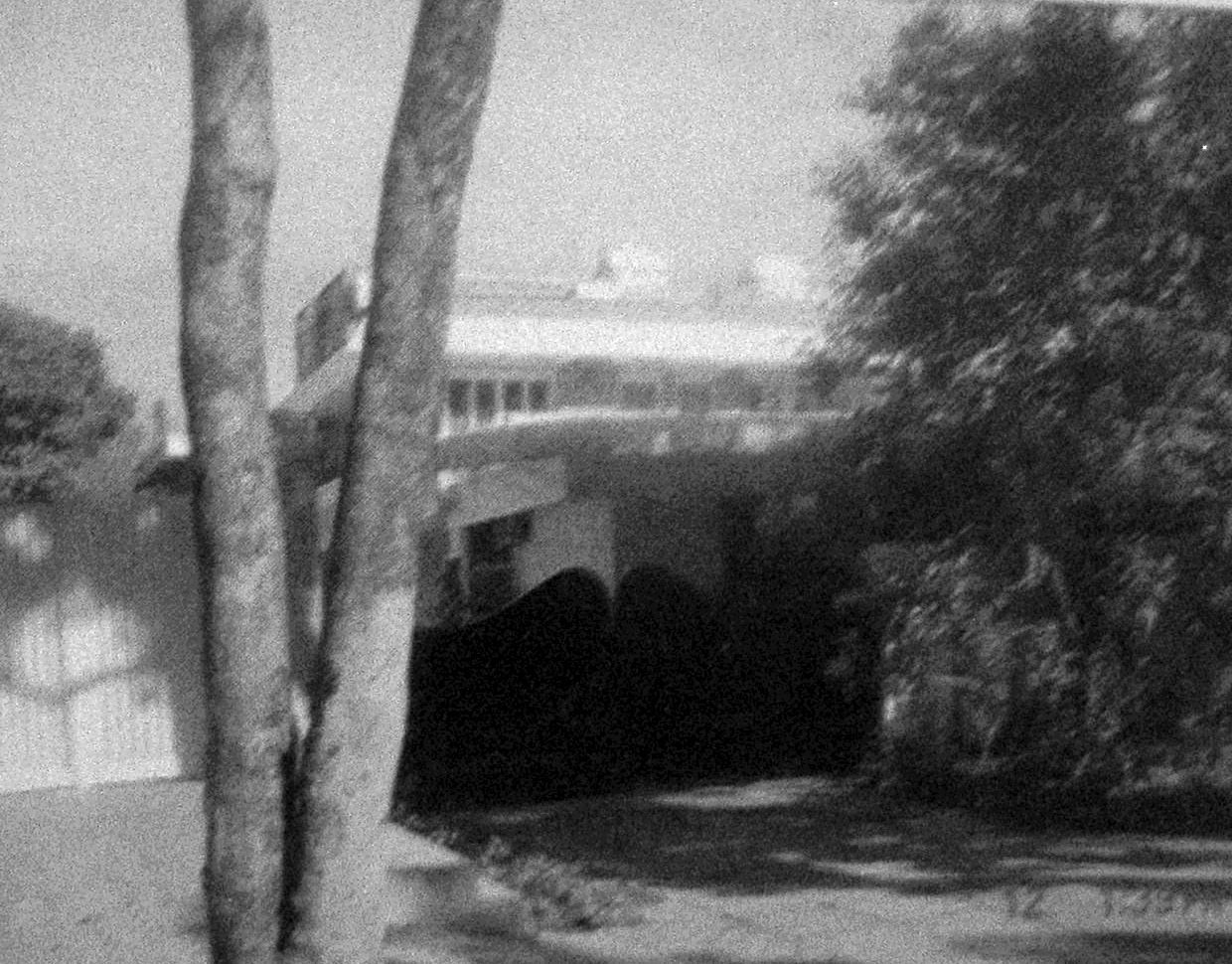
Pensjonat w Islamabadzie w którym Yousef został schwytany w lutym 1995 roku

Wali Khan Amin Shah został aresztowany w kompleksie apartamentów 11 stycznia po tym, jak policja zauważyła, że pager, na który dzwonił Yousef, był zarejestrowany na nazwisko dziewczyny Shaha. Shah uciekł z aresztu około 77 godzin później. Shah został uznany za konspiratora po tym, jak władze zobaczyły jego zdjęcia zeskanowane na laptopie, który zawierał informacje o spisku, a także numery telefonów komórkowych, które doprowadziły śledczych do mieszkania. Yousef i Chalid Szajch Muhammad byli w stanie uciec z Filipin do Pakistanu. 31 stycznia 1995 roku Yousef poleciał z Pakistanu do Tajlandii, próbując podłożyć bomby w samolotach Delta Airlines i United Airlines. Gdy to się nie powiodło, odleciał z powrotem do Pakistanu.
Po otrzymaniu telefonu od Murada, Yousef zaplanował wyjazd i poleciał do Singapuru około pięć godzin po aresztowaniu Murada. Dzień po odkryciu Bojinki, Yousef udał się do Pakistanu. Muhammad udał się do Pakistanu kilka dni lub tygodni później.
W kwietniu 1995 r. Filipiny przekazały Stanom Zjednoczonym szczegółowe informacje na temat operacji Bojinka. Za pośrednictwem podsłuchów Konsojaya często kontaktował się z organizacją charytatywną Mohammeda Jamala Khalify do czasu odkrycia spisku.
Yousef został aresztowany w pensjonacie Su-Casa w Islamabadzie w Pakistanie 7 lutego 1995 roku, po 23-dniowej obławie. Yousef pochwalił się później agentowi Secret Service Brianowi Parrowi swoim planem. Wali Khan Amin Shah, finansista, został schwytany w Malezji w grudniu 1995 roku. Jego tożsamość została ujawniona po pobraniu od niego odcisków palców. Shah został również poddany ekstradycji do Stanów Zjednoczonych.
Wszyscy trzej spiskowcy otrzymali wyroki dożywotniego pozbawienia wolności za udział w spisku. Yousef otrzymał również wyrok 240 lat pozbawienia wolności wraz z wyrokiem dożywocia za zamach bombowy na World Trade Center w 1993 roku. Yousef został skazany 8 stycznia 1998 roku, a Murad 16 maja 1998 roku. Shah zaczął współpracować z rządem w sierpniu 1998 roku.
Mohammed Jamal Khalifa, saudyjski biznesmen z Dżuddy, który był mężem jednej z sióstr Osamy bin Ladena, przebywał na Filipinach wcześniej w 1994 roku. Został aresztowany w 1994 roku w Mountain View w Kalifornii za spiskowanie w zamachu bombowym na World Trade Center w 1993 roku. Finansował operację Bojinka, zgodnie z treścią, którą filipińscy śledczy przekazali Stanom Zjednoczonym. Służba Imigracyjna i Naturalizacyjna Stanów Zjednoczonych deportowała Khalifę do Jordanii w maju 1995 roku. Został uniewinniony przez jordański sąd i przeniósł się do Arabii Saudyjskiej. Został zamordowany w swoim pokoju hotelowym w styczniu 2007 roku na Madagaskarze.

## Następstwa

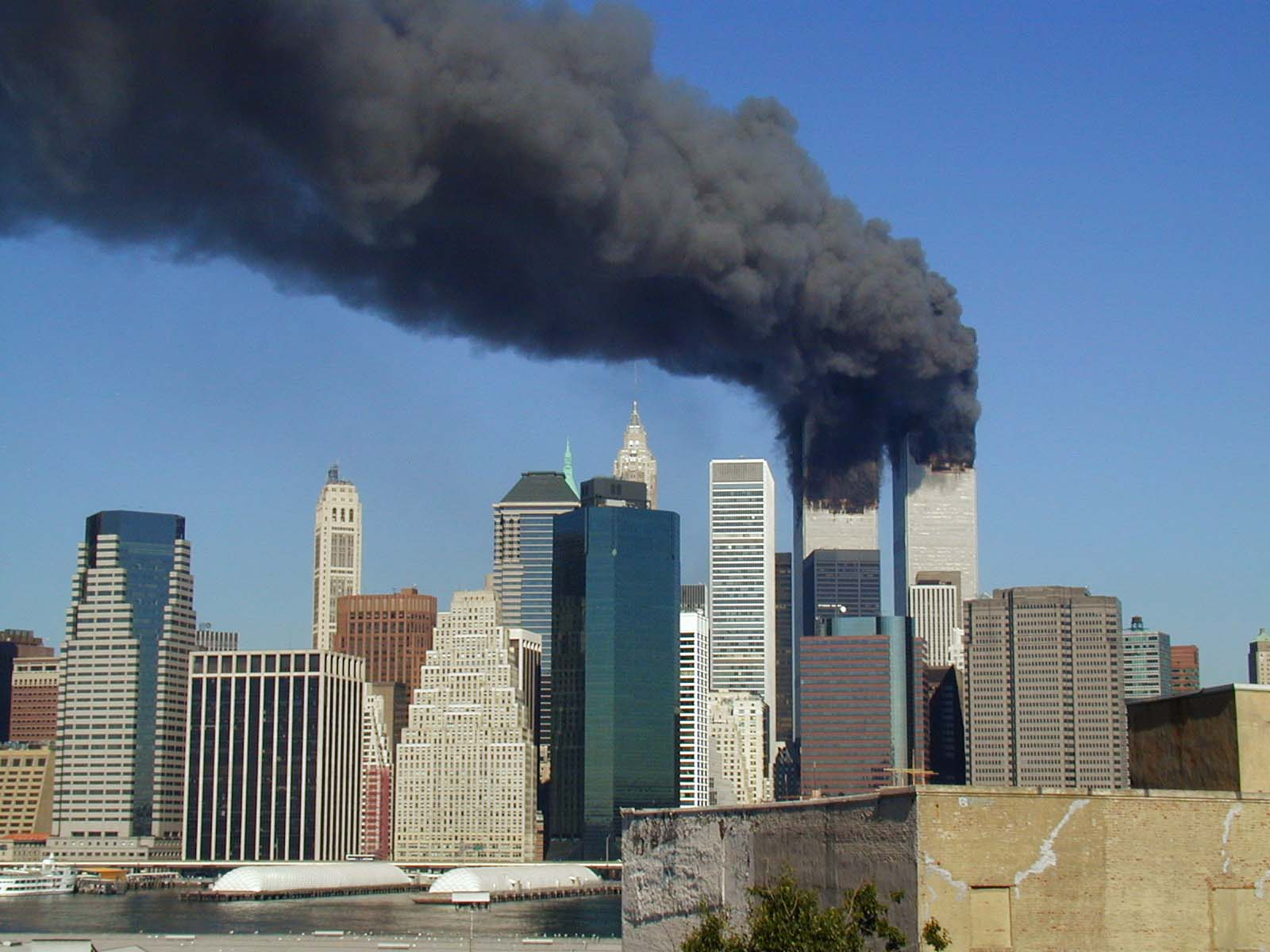
Ataki z 11 września rozwinęły się z oryginalnego spisku Bojinki

Amerykańscy śledczy odkryli powiązania Chalida Szajcha Muhammada z Al-Kaidą dopiero kilka lat później.
Chalid Szajch Muhammad zdecydował, że materiały wybuchowe są zbyt ryzykowne do wykorzystania w jego kolejnym spisku i zamiast tego wybrał samoloty. Spisek został później zmieniony i zrealizowany podczas ataków z 11 września. Chalid Szajch Muhammad został aresztowany w Rawalpindi w Pakistanie w 2003 roku.
Yousef złożył wniosek o nowy proces w 2001 roku. Sąd Apelacyjny Stanów Zjednoczonych dla Drugiego Okręgu rozpatrzył sprawę 3 maja 2002 r., a 3 kwietnia 2003 r. ogłosił decyzję, zgodnie z którą Yousef i jego partnerzy mieli pozostać w więzieniu.